# Cassilamellina
Cassilamellina es un género de foraminífero bentónico considerado un sinónimo posterior de Islandiella de la subfamilia Cassidulininae, de la familia Cassidulinidae, de la superfamilia Cassidulinoidea, del suborden Buliminina y del orden Buliminida. Su especie tipo era Cassidulina californica. Su rango cronoestratigráfico abarcaba desde el Plioceno hasta la Actualidad.

## Discusión
Clasificaciones previas incluían Cassilamellina en el suborden Rotaliina del orden Rotaliida.

## Clasificación
Cassilamellina incluía a las siguientes especies: 
- Cassilamellina californica
- Cassilamellina islandica
- Cassilamellina ochotica
- Cassilamellina subacuta